# Константинос Мавропанос
Константинос Мавропанос (на гръцки език: Κωνσταντίνος Μαυροπάνος; роден на 11 декември 1997 г. в Атина) е гръцки футболист, играе като централен защитник, и се състезава за английския Уест Хям Юнайтед.

## Клубна кариера

### ПАС Янина
Роден в столицата Атина, Мавропанос започва своята кариера в школата на местния Аполон Смирна и остава там до 2016 година.
През януари 2016 година преминава в отбора от Гръцката суперлига ПАС Янина, подписвайки договор за три години и половина. На 29 ноември 2016 година прави своя професионален дебют като играе пълни 90 минути при победата с 1-0 в мач от турнира Купа на Гърция.
На 5 април 2017 година дебютира и в гръцкия елит при загубата с 3-0 от Верия. На 19 август 2017 година отбелязва първия си гол за клуба в първия мач от новия сезон срещу Астерас.
Мавропанос изиграва общо 23 мача за ПАС Янина, 16 от които в гръцкото първенство. В тях отбелязва и три гола.

### Арсенал
На 4 януари 2018 година Константинос преминава в английския гранд Арсенал. Взима номер 27 в клуба.
На 15 януари 2018 година Мавропанос взима участие в отбора на Арсенал до 23 години, който побеждава резервите на Манчестър Юнайтед с 4-0.
На 2 февруари 2018 година е включен в състава от 25 души на Арсенал за елиминационната фаза на турнира Лига Европа.

## Национален отбор
През 2017 година Мавропанос получава повиквателна за младежкия национален отбор на Гърция до 21 години. Записва два мача.